# Anablepsoides monticola
Anablepsoides monticola är en fiskart som beskrevs av Wolfgang Staeck och Schindler, 1997. Arten ingår i släktet Anablepsoides, och familjen Rivulidae. Inga underarter finns listade i Catalogue of Life.